# جاكلين فرازير
جاكلين فرازير (بالإنجليزية: Jacqueline Fraser)‏ هي فنانة نيوزيلندية، ولدت في 14 مارس 1956 في دنيدن في نيوزيلندا.